# Mari Okada

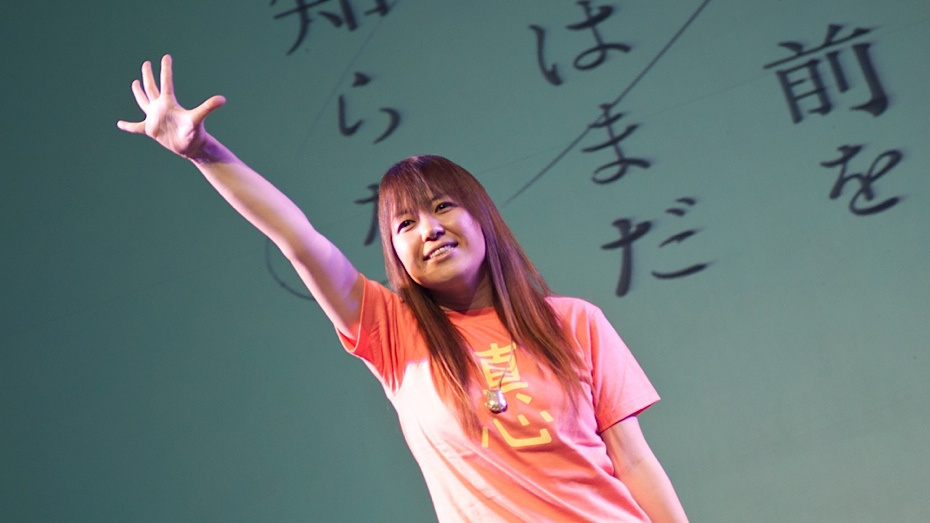
Mari Okada

Mari Okada (jap. 岡田 麿里, Okada Mari; * 1976 in der Präfektur Saitama) ist eine japanische Drehbuchautorin von Animes.

## Leben
Mari Okada begann mit dem Drehbuchschreiben 1996 für eine Direct-to-Video-Produktion. Danach schrieb sie Handlungen für Manga, Computerspiele und Hörspiele. Nachdem sie 1998 für einige Folgen der Anime-Serie DT Eightron das Drehbuch schrieb, verlagerte sie ihren Schwerpunkt auf Anime. 2006 übte sie für den Anime Sasami: Mahō Shōjo Club erstmals die Position eines series kōsei (シリーズ構成) aus, womit bei Anime-Fernsehserien der leitende Drehbuchautor, der den (Episoden-)Drehbuchautoren (脚本, kyakuhon) vorsteht, bezeichnet wird und somit für das Gesamtdrehbuch verantwortlich. In dieser Position war sie für Serien True Tears, Canaan, Toradora!, Kuroshitsuji, Hanasaku Iroha, sowie Ano Hi Mita Hana no Namae o Bokutachi wa Mada Shiranai. verantwortlich, wofür sie 2011 den Preis der 16. Animation Kōbe erhielt. Zu letzterer Serie schrieb sie gleichzeitig zur Ausstrahlung auch einen zweiteiligen Roman.
2018 hatte sie mit dem Animefilm Maquia – Eine unsterbliche Liebesgeschichte ihr Regiedebüt.

## Werk
| Anime-Fernsehserien | |
| - Sasami: Mahō Shōjo Club (2006) - Mamoru-kun ni Megami no Shukufuku o! (2006) - Kodomo no Jikan (2007) - Sketchbook – full color’s (2007) - True Tears (2008) - Vampire Knight (2008) - Toradora! (2008) - Kuroshitsuji (2008) - Vampire Knight Guilty (2008) - Canaan (2009) - Tatakau Shisho: The Book of Bantorra (2009) - Kuroshitsuji II (2009) - Otome Yōkai Zakuro (2010) - Gosick (2011) - Fractale (2011) - Hōrō Musuko (2011) - Hanasaku Iroha (2011) - Ano Hi Mita Hana no Namae o Bokutachi wa Mada Shiranai. (2011) - Black Rock Shooter (2012) - Aquarion Evol (2012) - AKB0048 (2012) - Lupin III.: The Woman Called Fujiko Mine (2012) - Sakura-sō no Pet na Kanojo (2012) - Zetsuen no Tempest (2012) - AKB0048 next stage (2013) - Nagi no Asukara (2013) - Selector Infected WIXOSS (2014) - M3 – Sono Kuroki Hagane (2014) - Selector Spread WIXOSS (2014) - Kōfuku Graffiti (2015) - Mobile Suit Gundam: Iron Blooded Orphans (2015) - Mayoiga (2016) - Kiznaiver (2016) | Ausgenommen Werke, bei denen sie auch leitende Drehbuchautorin war. - DT Eightron (1998) - Otogi Story: Tenshi no Shippo (2001) - Hamtaro (2003–2005) - Crush Gear Nitro (2003) - Popolocrois (2003) - Kita e. – Diamond Dust Drops (2003) - Morizō to Kikkoro (2004) - Kyō kara Maō! (2004) - Rozen Maiden (2004) - Basilisk – Chronik der Koga-Ninja (2005) - Rozen Maiden: Träumend (2005) - Canvas 2 – Niji-iro no Sketch (2005) - Animal Yokochō (2005) - Majime ni Fumajime: Kaiketsu Zorori (2005) - Minami no Shima no Chiisana Hikōki: Party (2006) - Fate/stay night (2006) - Aria The Natural (2006) - Simoun (2006) - Red Garden (2006) - Kyō kara Maō!, 3. Serie (2008) - Darker than Black: Ryūsei no Gemini (2009) - Ganbare! Lulu Lolo: Tiny Twin Bears (2013) |
| - Red Garden: Dead Girls (2007) - Kodomo no Jikan (2007) - Rurōni Kenshin – Meiji Kenkaku Romantan – Shin Kyōto-hen (2011) - Zetsumetsu Kigu Shōjo – Amazing Twins (2014) | - Majime ni Fumajime: Kaiketsu Zorori: Naze no Daihōō Sakusen (2006) - Cinnamoroll: The Movie (2007) - Hanasaku Iroha: Home Sweet Home (2013) - Ano Hi Mita Hana no Namae o Bokutachi wa Mada Shiranai. (2013) - The Anthem of the Heart (2015) - Kaiketsu Zorori: Uchū no Yūshatachi (2015) - Selector Destructed WIXOSS (2016) - Maquia – Eine unsterbliche Liebesgeschichte (2018) - Her Blue Sky (2019) |